# 오토 레하겔
오토 레하겔(독일어: Otto Rehhagel, 1938년 8월 9일, 노르트라인베스트팔렌주 에센 ~)은 독일의 전 축구 선수, 전 축구 감독이다. 헬무트 쇤, 오트마어 히츠펠트, 우도 라텍, 헤네스 바이스바일러를 비롯하여, 그는 가장 성공적인 독일의 감독들 중 한 명으로 손꼽힌다.
레하겔은 선수 전적과 감독 전적을 합쳐, 1000경기 이상의 분데스리가에 참여한 유일한 인물이다. 분데스리가에서 그의 팀은 최다 승리 (387승), 최다 무승부 (205무), 최다 패배 (228패)를 기록하였으며, 최다 득점 (1473 득점) 과 최다 실점 (1142 실점)도 기록하였다.
국제적으로, 레하겔은 2001년부터 2010년까지 그리스 축구 국가대표팀을 지휘하였고, 그리스의 전성기를 이끌어냈다. 그는 그리스를 이끌며 UEFA 유로 2004를 우승하였고, 2010년 FIFA 월드컵 본선에도 진출하였으며, 이는 그리스 역사상 두 번째 월드컵 본선이다.

## 선수 경력
레하겔은 고향 인근 클럽 TuS 헬레네 알테네센에서 1952년에 축구를 시작하였고, 이후 로트바이스 에센 (1960-63) 을 거쳐, 헤르타 BSC 베를린 (1963-65)에서 분데스리가데뷔전을 치렀다. 그 후, 1. FC 카이저슬라우테른으로 이적하여 1972년에 은퇴하기 전까지 활약하였다. 그는 분데스리가 201경기에 출장하였다. 레하겔은 선수 시절, 못처럼 단단한 수비수였다.

## 감독 경력

### 초기 감독 경력
1974년, 그는 키커스 오펜바흐의 감독을 맡았으나, 즉시 영향력을 남기지는 못하였다. 불명예스럽게도, 보루시아 도르트문트 감독으로 부임하였을 때 그는 보루시아 묀헨글라트바흐와의 경기에서 도르트문트 수비진이 묀헨글라트바흐 공격에 해체당하였고, 기록적인 12-0으로 패하였으며, "오토 토하겔" (Otto Torhagel, "Tor"는 독일어로 골을, "Hagel"은 우박폭풍을 뜻하므로, 직역하면 골폭풍을 뜻한다.)이라는 불명예스러운 별명이 따라다니기 시작하였다.

### SV 베르더 브레멘
아르미니아 빌레펠트와 포르투나 뒤셀도르프를 거친 뒤, 레하겔은 1981년부터 1995년까지 SV 베르더 브레멘의 감독에 부임하였다. 이 14년간, 레하겔은 브레멘을 작은 약체에서 거함으로 변신시켰고, 강력한 수비와 빠른 템포로 관중들을 불러 모았다. 그가 부임하던 도중, SV 베르더 브레멘은 분데스리가 타이틀 경쟁에 뛰어들었고, 함부르크 SV와 북독일의 패권을 다투기 시작하였고, FC 바이에른 뮌헨과의 강력한 라이벌 관계를 형성하기 시작하였다. 80년대 중반, 레하겔은 DFB-포칼 결승에서 패하며 약간 모자란 성공을 거두었다. 그 당시 레하겔의 별명은 오토 2세 (Otto II) 혹은 부제독 (Vizeadmiral) 이었다. 이 불운의 시기가 지나고, 레하겔은 1988년과 1993년에 두 차례 브레멘에게 리그 우승을 가져다 주었다. 이 시기에, 레하겔은 루디 푈러, 카를하인츠 리들레, 디터 아일츠, 마르코 보데, 마리오 바슬러, 하니 람치, 안드레아스 헤어초크, 루네 브라체트를 발굴하였다. 1987-88 시즌의 브레멘은 분데스리가 최소 실점 기록 (22 실점) 을 기록하였고, 이 기록은 2007-08 시즌 FC 바이에른 뮌헨에 의해 경신되었다. (21 실점) 그는 브레멘에서 14년을 보내, 분데스리가에서 한 팀에 2번째로 가장 장수한 감독이다. 이 기록은 SC 프라이부르크의 폴커 핀케 (15년 - 1 분데스리가 10년, 2 분데스리가 5년) 에 의해 최근 경신되었다.

### FC 바이에른 뮌헨
14년의 황금기 이후, 레하겔은 브레멘을 떠났고, 1995-96 시즌에 FC 바이에른 뮌헨의 감독을 맡았다. 그 이전 시즌 뮌헨은 흑자를 기록하였으나, 실망스럽게 시즌을 마무리하였고 (분데스리가 6위, UEFA 챔피언스리그 4강), 그에 따라 뮌헨은 위르겐 클린스만, 안드레아스 헤어초크, 레하겔과 기타 선수를 영입하는 데 자금을 풀었으며, 바이에른은 손쉽게 타이틀을 획득할 것이라고 점쳤다. 그러나, 첫날에 레하겔은 팀원과 팀 환경과 정면 충돌하였다. 자기 중심적며 고집이 센 그는 바이에른과 맞지 않았으며, 레하겔은 뮌헨의 주변 환경에 신경을 쓰지 않는다고 하였다. 더 나아가서, 레하겔의 구식 전술과 특정 선수에 대한 차별은 선수들 간의 관계를 분열시켰고, 특히 레하겔 하에서 단 한번의 기회도 놓치지 않은 클린스만은 이 점을 지적하였다. 팀은 시즌 후반에 분위기가 해이해졌다. 레하겔은 UEFA 컵 결승을 3주 앞두고 해임되었으며, 실망스러운 시즌을 종료하였다. 그의 자리는 프란츠 베켄바워가 차지하였으며, 베켄바워는 UEFA 컵 우승을 달성하였다.

### 1. FC 카이저슬라우테른
그 후, 레하겔은 1996년부터 2000년까지, 1995-96 시즌을 실망스럽게 보내고 2 분데스리가로 강등된 1. FC 카이저슬라우테른의 감독으로 부임하였다. 그는 카이저슬라우테른에 새로운 에너지를 주입하여 팀을 다시 1 분데스리가에 올려놓았다. 시즌 시작 이전, 카이저슬라우테른은 UEFA 컵 진출을 위해 경쟁하는 다크호스로 분류되었다. 그러나, 레하겔은 그 예상을 뛰어넘어 상대를 박살내었다. 번쩍이는 공격과 지치지 않는 체력으로 (6경기 정도가 인저리 타임의 결승골로 승리), 카이저슬라우테른은 승격 후 첫 시즌인 1997-98 시즌에 기적적인 분데스리가 우승을 거두었다. 분데스리가에서 전 시즌에 승격한 팀이 바로 우승한 경우는 이 경우가 처음이다. 레하겔은 이후 더 인상적인 성과를 내지 못하였지만, 무난히 시간을 보냈다. 그러나, 내부 분열로 인해 레하겔은 카이저슬라우테른을 떠났다.

### 그리스 축구 국가대표팀

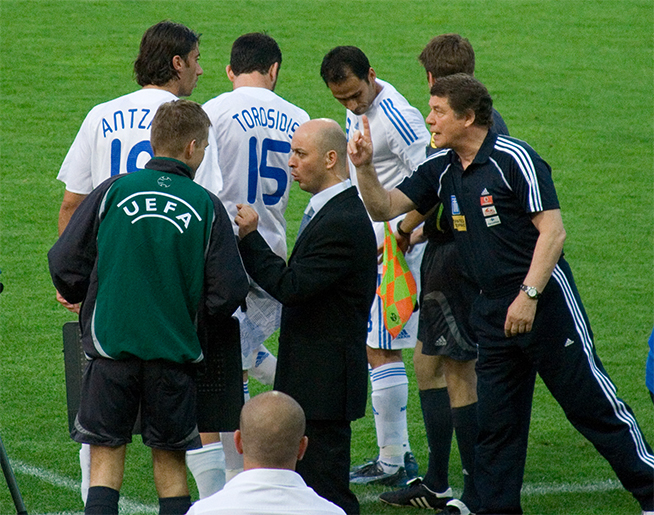
UEFA 유로 2008에서 그리스 축구 국가대표팀을 지도하는 오토 레하겔.

2001년, 레하겔은 그리스 축구 국가대표팀의 신임 감독이 되었다. UEFA 유로 2004 예선에서, 그리스는 스페인과 우크라이나를 밀어내고 본선에 1위로 직행하였다. 당시 랭킹 100위밖의 아웃사이더로, 본선에서 그리스는 포르투갈 (홈팀), 프랑스 (전 대회 우승팀), 체코 (그리스를 만나기 전까지 유일한 전승팀)를 모두 꺾고, 결승에서 포르투갈과 다시 만나 승리하고 우승을 거두었다. 레하겔은 이 대회에서 그리스의 감독으로 인상적인 활약을 펼치며, UEFA 유럽 축구 선수권 대회 사상 최초로 우승을 경험한 용병 감독이 되었다. 그리스는 스타 플레이어가 없었지만, 토너먼트 라운드에서 단 한 실점도 허용하지 않는 완벽한 수비로 우승을 거두었다.
레하겔은 그리스에 수비적인 축구를 기반으로, 체력이 넘치는 미드필더로 상대를 지치게 만든 뒤, 상대의 공격을 마비시키는 방법을 채택하였다. 그의 경기스타일이 지루하다는 비난을 받자 그는 "선수들에게 가장 돋보이는 능력을 최대한 활용하는 것이 감독의 일이다"라고 응수하였다. 흥미롭게도 SV 베르더 브레멘 시절, 그는 강력한 공격 축구를 했던 것과는 상반된 일이다.
루디 푈러가 독일 축구 국가대표팀의 UEFA 유로 2004 조기 탈락을 책임지고 감독직을 내려놓은 뒤, 레하겔은 차기 감독 1순위로 떠올랐다. 그는 기자회견에서, 거절하였다. 레하겔 외에도 3명의 감독 후보가 있었고, 그에 따라 7월 10일 공식 거부를 선언하였다.
2006년 FIFA 월드컵 예선에서, 우크라이나, 터키, 덴마크에 밀려 4위로 예선을 마감하였고, 그에 따라 그리스는 본선 진출에 실패하였다. 그리스는 이후 2년 뒤의 국가대항전인 UEFA 유로 2008 본선에 다른 예선을 거친 13팀보다 더 많은 승점을 쌓아 올리고 참여하였으며, 타이틀 방어를 할 수 있다고 힘을 과시하였다. 2008년 3월 30일, 레하겔은 2010년까지 그리스와 연장 계약을 하였다.
2010년 FIFA 월드컵 예선에서는 스위스의 뒤를 이어 조 2위로 예선을 마무리하고 우크라이나와 플레이오프를 치르게 되었다. 피레아스에서의 1차전에서 0-0 무승부를 거둔 뒤, 그리스는 도네츠크에서의 2차전에서 디미트리스 살피기디스의 결승골로 1-0 승리를 거두었다. 이에 따라 그리스는 남아프리카 공화국에서 열리는 2010년 FIFA 월드컵의 본선행에 올랐으며, 오토 레하겔 감독은 그리스 축구 역사상 가장 중요한 인물이 되었다. 그리스는 대한민국, 나이지리아, 아르헨티나와 B조에 편성되었다. 그리스는 대한민국과의 조별예선 1차전과 아르헨티나와의 3차전에서 0-2로 패하며 B조 3위로 탈락하였지만, 나이지리아를 상대로 역사적인 2-1 첫 승리를 하며, 절반의 성공을 거두었다. 레하겔은 월드컵 이후 그리스 국가대표 감독직에서 물러나기로 하였다. 2010년 6월 23일, 그는 그리스 축구 국가대표팀 감독을 그만두었다.

### 헤르타 BSC 베를린
그는 그리스 축구 국가대표팀을 떠난 지 2년 후 은퇴를 번복하였고, 그가 분데스리가에 데뷔하였던 헤르타 BSC 베를린의 감독이 되었다. 그러나 성적 부진으로 강등당한 후, 요스 뤼휘카이에게 감독직을 넘겼다.

## 수상

#### 포르투나 뒤셀도르프
- DFB-포칼: 1979-80

#### 베르더 브레멘
- 분데스리가: 1987-88, 1992-93
- DFB-포칼: 1990-91, 1993-94
- UEFA 컵 위너스컵: 1991-92
- DFL 슈퍼컵 : 1988, 1993, 1994

#### 바이에른 뮌헨
- UEFA컵 준우승 : 1995-96

#### 카이저슬라우테른
- 분데스리가: 1997-98
- 2. 분데스리가 : 1996-97

#### 그리스
- UEFA 유로 : 2004

### 개인
- 키커 올해의 감독 : 1985, 1987, 1988, 1989, 1998
- 키커 올해의 남자 : 1997, 1998
- 독일 축구 올해의 팀 : 1998
- 알프 램지 상 - 유럽 올해의 감독 : 2004
- 그리스 축구 올해의 감독 : 2004, 2007
- 올해의 그리스인[5]: 2004
- 아테네 명예 시민권 : 2004
- 독일 연방 공화국 대십자상 : 2005
- 그리스 국가 훈장 (Order of the Phoenix): 2005
- 라우레우스 어워드 올해의 팀 : 2005
- 독일 축구 문화 아카데미 특별상 : 2010
- DFB 평생 공로상 : 2014
- 노르트라인 베스트팔리아 주립 훈장 : 2018
- DFL 명예상 : 2019
- 월드사커 역대 최고의 감독 36위 : 2013
- 프랑스풋볼 역대 최고의 감독 46위 : 2019

## 코칭 스타일
레하겔은 "제어 공격" (kontrollierte Offensive) 전술로 알려져 있다. 그는 주로 최소 2명 (흔히는 3명을 사용하기도 함)의 장신에 헤딩력이 좋은 센터백을 전술의 중심으로 사용한다. 그의 수비 전술은 리베로가 등장하며, 그 예로는 미로슬라프 카들레츠, 루네 브라체트, 트라야노스 델라스가 있다. 수비에 있어서 레하겔은 개인기보다는 높이와 억셈을 위주로 한다. (그 사례로는 울리히 보로프카가 있다.) 그는 유기적인 수비를 쓰지만, 많은 이들이 지루하다고 비난하였고, 이에 대해 레하겔은 그의 전술이 승리의 열쇠라고 응수하였다.
레하겔은 윙어로 주로 압박을 가하는데, (예시: 마리오 바슬러 / 마르코 보데 (브레멘) 혹은 안드레아스 부크 / 마르코 라이히 (카이저슬라우테른) 앞의 예시에 나온 선수들은 그의 영향 하에 있었던 선수들이다. 그는 중앙 공격수에 헤딩이 좋은 선수 (카를하인츠 리들레, 루디 푈러, 프랑크 노이바어스, 올라프 마르샬, 앙겔로스 하리스테아스)를 투입한다. 윙의 압박과 중앙 공격수의 헤딩은 서로 궁합이 잘 맞는다.
그의 팀 후방을 맡는 자들은 주로 노련한 선수들로, 책임강이 강하다. 그의 지도 하에 젊고 재능있던 미하엘 발라크도 자주 벤치에 머물렀다. 그러나, 레하겔은 재능 발굴에도 뛰어난데 루디 푈러, 카를하인츠 리들레, 마르코 보데, 디터 아일츠, 마르코 라이히, 미로슬라프 클로제, 앙겔로스 하리스테아스, 소티리오스 키르기아코스, 테오파니스 게카스 등을 비롯하여 다양한 재능을 발굴하였다.
레하겔은 시야가 넓은 사람이기도 하다. 그는 팀 정신에 있어 중요한 인물로, 특히 그리스 축구 국가대표팀에 부임할 때 가장 많은 영향을 끼쳤고, 막다른 길에서도 확실한 길을 찾아 승리를 하도록 이끌었다. 그는 막다른 길에 다다른 노장들을 도왔는데 이로써 만프레트 부르크스뮐러, 미르코 포타파, 올라프 마르샬, 테오도로스 자고라키스의 성공을 도왔다.
레하겔은 능숙하고 무자비한 클럽 행정가이다. 그는 클럽을 재건하여 클럽 내에서 절대적인 위상을 가져갔고, 강력한 인물과 힘을 합하여 상대를 격파하였다. 그는 리더쉽에 약간의 독재를 활용한다. 그의 방식대로, 팀은 경쟁력이 넘치고 혁신적이 되었으며, 그 외에도 충성심이 높은 팀을 만들었다. 이 방식을 "오토의 군주제" (Ottocracy) 라고 불리며, 그의 클럽 행정 방식에 대해 유희적으로 만든 신조어이다.
마지막으로, 레하겔은 독일에서 가장 개성이 강한 사람들 중 한 명이다. 그의 인터뷰 내용을 뜯어보면, 그는 엘리트주의자이며, 괴팍하고, 실수를 인정하지 않는데 이 모습은 조제 모리뉴의 성격과 비슷하다. 그러나, 그는 인상적인 성과를 연출해 냈고, 그에 대한 반론을 하기가 어렵다.
레하겔과 한팀에 있었던 유명한 선수로는 클라우스 알로프스, 마리오 바슬러, 마르코 보데, 루네 브라체트, 만프레트 부르크스뮐러, 앙겔로스 하리스테아스, 트라야노스 델라스, 디터 아일츠, 안드레아스 헤어초크, 마리안 흐리스토프, 미로슬라프 클로제, 올라프 마르샬, 하니 람지, 카를하인츠 리들레, 윈턴 루퍼, 토마스 샤프, 치리아코 스포르차, 루디 푈러, 테오도로스 자고라키스, 안드레아스 브레메, 그리고 미하엘 발라크가 있다.

## 사생활
그는 베아테 레하겔과 결혼하였다. 베아테 또한 선수 스카웃으로 일하며 놀라운 성과를 쌓았다. 그들 사이에는 아들 옌스 레하겔이 있는데, 옌스는 반프로리그에서 축구 선수로 생활하였다.
레하겔은 자칭 "분데스리가의 아이" ("Kind der Bundesliga")라고 부르며, 분데스리가의 첫 경기에 출장하였고, 9년동안 시간을 9팀과 함께 하였다. 그리스에서는 전 바이에른 왕국의 오토왕에 빗대어 그에게 "오토 대제" ("βασιλιάς Όθων") 라는 별명을 붙였다. 그러나 그는 이미 독일에서의 감독 활동으로 고유 별명을 가지고 있었다. 또다른 별명으로는 제우스와 알크메네의 아들 헤라클레스에 빗댄 "레하클레스" (Rehakles)가 있다.